# Nicagus occultus
Nicagus occultus is een keversoort uit de familie vliegende herten (Lucanidae). De wetenschappelijke naam van de soort is voor het eerst geldig gepubliceerd in 2006 door Paulsen.